# Domașiv, Sokal
Domașiv (în ucraineană Домашів) este localitatea de reședință a comunei Domașiv din raionul Sokal, regiunea Liov, Ucraina.

## Demografie
Componența lingvistică a localității Domașiv
     Ucraineană (99,89%)
Conform recensământului din 2001, majoritatea populației localității Domașiv era vorbitoare de ucraineană (99,89%), existând în minoritate și vorbitori de alte limbi.